# Гіларі Дафф
Гі́ларі Е́ргард Дафф (англ. Hilary Erhard Duff; нар. 28 вересня 1987, Х'юстон, США) — американська співачка (поп-рок, денс-поп), акторка (телебачення, кіно, озвучення), письменниця, підприємиця, кінопродюсерка, дизайнерка одягу, прикрас та парфумів, захисниця прав тварин та філантропка.
Акторську кар'єру почала у дитячому віці та швидко стала підлітковим ідолом завдяки головній ролі в телесеріалі каналу Disney Channel «Ліззі Макгвайр» (2001—2004) та театральному фільмі «Кіно про Ліззі Макгвайр» (2003). Після цього Дафф з'явилася у головних ролях у численних кінострічках: «Агент Коді Бенкс» (2003), «Гуртом дешевше» (2003), «Історія Попелюшки» (2004), «Піднеси свій голос» (2004) та «Гуртом дешевше 2» (2005). Після комерційного провалу фільму «Матеріальні дівчата» (2006) Дафф з'являлася у незалежних стрічках: «Корпорація Війна» (2008), «Запасне скло» (2009), «Відповідно до Грети» (2009) та «Вартість крові» (2010). З 2015 Дафф виконує роль Келсі Пітерс у телесеріалі каналу TV Land «Юна», за що отримала дві номінації на People's Choice Awards у 2016 та 2017.
У царині попмузики загальний наклад її альбомів на квітень 2015 досяг 15 мільйонів примірників. Першою роботою Дафф у музичній індустрії став різдвяний альбом Santa Claus Lane (2002), випущений лейблом Walt Disney Records. Перший студійний альбом Metamorphosis (2003) отримав 3 платинових сертифікації від RIAA, 4 від CRIA та одну від ARIA. Два наступні альбоми, Hilary Duff (2004) та Most Wanted (2005), також отримали платинові сертифікації. У 2007 році третій студійний альбом — Dignity отримав золоту сертифікацію. В 2008 вийшов другий збірник найкращих хітів — Best of Hilary Duff. Після паузи у музичній кар'єрі, у 2014 Дафф підписала контракт із лейблом RCA Records та у 2015 випустила свій четвертий студійний альбом Breathe In. Breathe Out., який дебютував на позиціях у топі 5 на чартах Північної Америки.
На додаток до акторської та музичної діяльності, Дафф у співавторстві із Еліз Аллен випустила свою першу книгу, роман «Еліксир» (2009), який за підрахунками газети New York Times став бестселером в США. Сиквел «Віддана» вийшов у 2011, а у 2013 вийшла фінальна книга з трилогії — «Правда».
Дафф випустила кілька ліній одягу — Stuff by Hilary Duff (2004), Femme for DKNY (2009) та The Muse x Hilary Duff (спільно з GlassesUSA.com), і два ексклюзивні парфуми: With Love… Hilary Duff та Wrapped With Love. За перший рік продажів колекція Stuff by Hilary Duff принесла $5 мільйонів. Разом із матір'ю Сьюзен Коллін Дафф спродюсувала фільм «Матеріальні дівчата»; самостійно спродюсувала стрічку «Відповідно до Грети» (2009). Гіларі Дафф була об'єктом інтересу для різних медіа. Диснеївські підліткові зірки Майлі Сайрус та Селена Гомес не раз вказували Гіларі Дафф як джерело натхнення у своїх кар'єрних досягненнях.

## Біографія

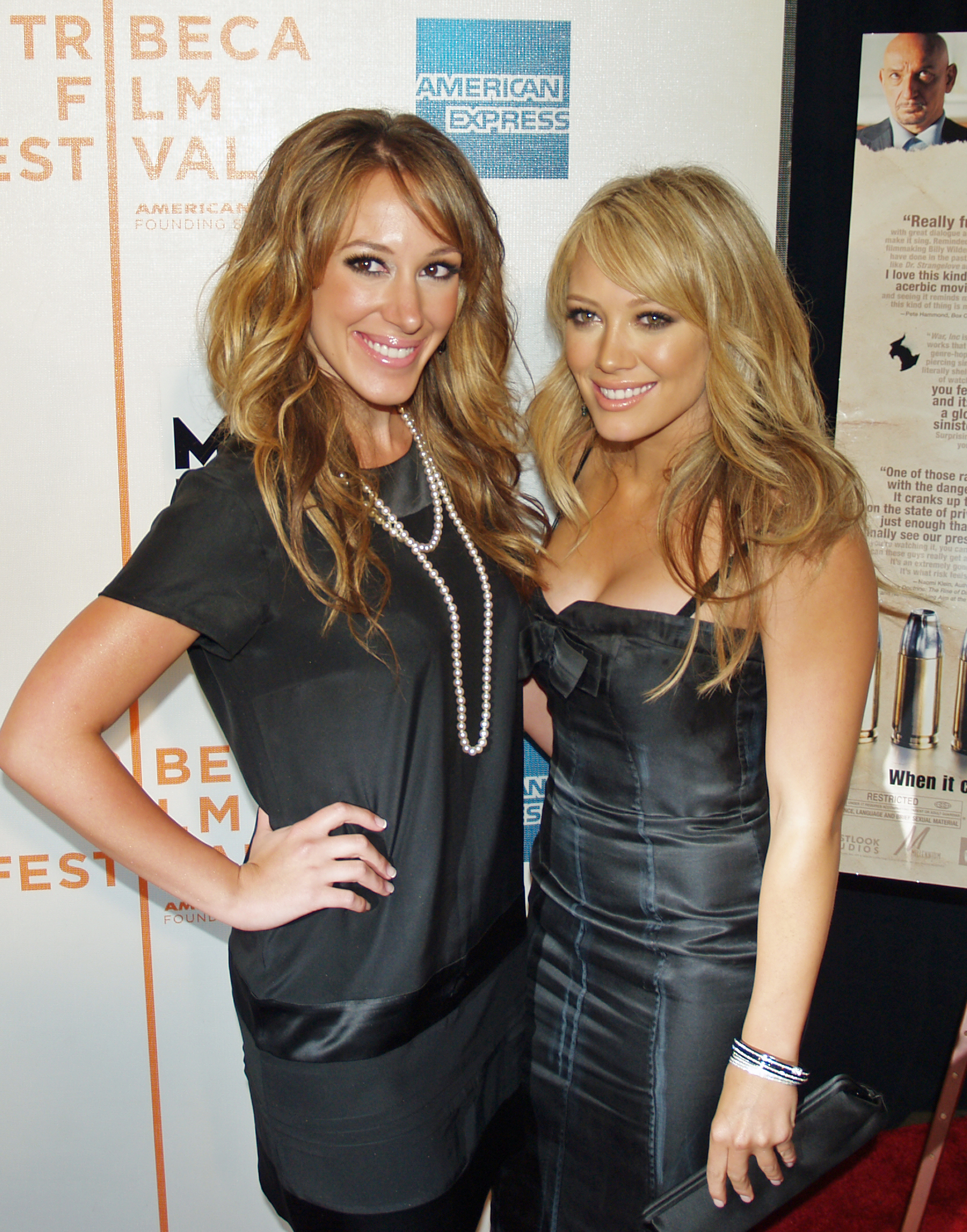
Гіларі Дафф та Гейлі Дафф, 2008

Народилася 28 вересня 1987 у американському місті Х'юстон штату Техас. Батько, Роберт Едгард Дафф, завідував міською мережею магазинів самообслуговування, а матір, Сьюзен Коллін (до шлюбу Коб), була домогосподаркою, а пізніше музичною та кінопродюсеркою. Дафф має старшу сестру Гейлі (нар. 1985), акторку, співачку, авторку пісень та модельєрку. Друге ім'я Ергард батьки дали Гіларі на честь прабабусі батька, Мері Ергард (Mary Erhard), напівамериканки-напівнімкені. Бабуся матері, Емі Балег Шлеммер (Amy Beulah Schlemmer), також була німкенею. В інтерв'ю із Calgary Sun Дафф сказала: «Я завжди хотіла бути як моя старша сестра Гейлі. Коли вона вчилася їздити на велосипеді, я теж хотіла вчитися. Якщо вона брала уроки балету, я брала їх також. Я почала займатися співом, тому що вона почала ходити на заняття. Все стало набагато інтенсивнішим, коли для нас обох всі ці речі перетворилися на кар'єру».
Першу половину дитинства сестри з батьками жили в сімейному будинку в Х'юстоні. Ще з дитинства мати заохочувала дочок до акторської діяльності, завдяки чому вони отримали кілька ролей в місцевих театрах. У 1993 році 8-річна Гейлі і 6-річна Гіларі виступали в балеті «Лускунчик» разом із балетом BalletMet у Сан-Антоніо. У 1993 році дівчата з матір'ю переїхали в Каліфорнію, де всерйоз зайнялись пошуком роботи у шоу-бізнесі, а батько залишився в Г'юстоні займатися бізнесом. Кілька років сестри ходили на прослуховування і знімалися у багатьох телевізійних рекламах. Через заняття акторством Дафф отримала домашнє навчання, на яке перейшла із 8 років. У дитинстві сестри також працювали моделями для різних модельних брендів. Погляди матері на заняття шоу-бізнесом Дафф прокоментувала: «Я зі своєю сестрою показали справжній інтерес та відданість акторству, і наша матір сказала щось на кшталт 'Як я можу казати своїм діткам ні?'. Це схоже на ситуацію із дітьми, які займаються спортом. Батьки підтримують їх і штовхають на нові успіхи».

## Кар'єра

### 1998—2000: Рання кар'єра
Дафф починала акторську кар'єру з незначних ролей, таких як некредитована частина в мінісеріалі «True Women» у 1997 та додаткова некредитована роль у комедійній драмі «Playing by Heart» в 1998. Того ж року вона виконала першу головну роль у кінофільмі «Каспер зустрічає Венді» (1998) на Harvey Comics. У 1999 Дафф з'явилась у другорядній ролі телевізійного фільму «Колекціонері душ» (1999) та отримала за роль нагороду Young Artist Award за найкраще виконання ролі в телефільмі або пілотній серії (англ. Best Performance in a TV Movie or Pilot).
У березні 2000 вийшла серія медичного телесеріалу «Надії Чикаго», в якій Дафф утілила хвору дитину. Після цього вона долучилась до акторської команди пілотної серії комедії каналу NBC «Daddio», в якій грала одну із дітей. Побачивши гру Дафф, актор Майкл Чикліс висловився так: «З кінцем першого ж дня роботи з нею стало ясно, що вона має серйозні наміри стати акторкою. Вона легко зіграла свою роль». Проте перед трансляцією серіалу на телебаченні продюсери вилучили Дафф з акторської команди. Дафф, попри підтримку від матері та менеджера, важко прийняла рішення продюсерів і хотіла кинути акторську роботу.

### 2001—2003: Успіх в акторській кар'єрі та початок музичної
Наступного тижня після вилучення з команди серіалу «Daddio» Дафф отримала головну роль у телесеріалі каналу Disney Channel «Ліззі Макгвайр». Прем'єра першої серії відбулася 12 січня 2001. Ставши телехітом із кількістю переглядів за серію у понад 2,3 мільйонів, Дафф почала здобувати популярність і швидко стала називатися підлітковим ідолом, а її ім'я стало відомим на всю країну. Компанія Disney почала програму маркетингу телесеріалу за допомогою саундтреків, книжок, ляльок, іграшок та відеоігор, котрі базувалися на персонажці Гіларі Дафф. Лише на мерчендайзингу телесеріалу компанія заробила понад $100 мільйонів.
У 2002 році Дафф виконала роль молодої Патриції Аркетт у кінострічці «Людська природа» (2002). Того ж року Дафф знялася у головній ролі телефільму каналу Disney Channel «Кадет Келлі» (2002), котрий став найбільш переглянутою програмою каналу за 19 років історії. Між зйомками фільмів Дафф записала свої перші пісні для саундтреків каналу Disney Channel: кавер-версію пісні Брук Маклімонт «I Can't Wait» для телесеріалу «Ліззі Макгвайр» та «The Tiki Tiki Tiki Room» для альбому DisneyMania. Після прояву Дафф інтересу у музичній індустрії почалася робота над її дебютним різдвяним альбомом. Платівка Santa Claus Lane вийшла у жовтні 2002 через лейбл Walt Disney Records; через рік лейбл Buena Vista випустив перевидання альбому. Перевищуючи продажі у понад 500,000 копій, альбом отримав золоту сертифікацію від американської компанії RIAA. Пізніше Дафф підписала контракт із Андре Реке із Hollywood Records для випуску подальших записів. Хоча ранні музичні записи Дафф набули високої популярності на радіо Radio Disney, Реке та Buena Vista Records вбачали концентрацію наступних робіт Дафф на більш дорослій аудиторії.
В 2003 році Дафф отримала співголовну роль у художньому фільмі «Агент Коді Бенкс» (2003) разом із Френкі Мунізом. Скот Фондас із Variety назвав гру Дафф «чарівною», а касові збори фільму перевищили $58 мільйонів. Того ж року Дафф знялась у головній ролі фільму «Кіно про Ліззі Макгвайр» (2003), який перевищив очікування щодо зборів: $42,6 мільйони в США і $55 мільйонів по всьому світу. Для саундтреків фільму Дафф записала пісні «What Dreams Are Made Of» та «Why Not», яка стала дебютним синглом майбутньої співачки. Пісня досягла топу-20 чартів Австралії та Нової Зеландії, стаючи першою піснею Дафф, яка увійшла до чартів поза межами США. Альбом саундтреків Кіно про Ліззі Макгвайр: Саундтреки отримав дві платинові сертифікації від RIAA.
Дафф випустила свій повноцінний дебютний студійний альбом Metamorphosis у серпні 2003. Платівка отримала змішані оцінки музкритики, але досягла першого місця американського чарту Billboard 200. Альбом продався у понад 5 мільйонів копій по всьому світі і у 3,7 мільйонів копій в США станом на травень 2005. Платівка Metamorphosis випустила три сингли: «So Yesterday», «Come Clean» та ексклюзивний для Австралії та Нової Зеландії «Little Voice». Пісня «So Yesterday» досягла топу-10 чартів Канади, Британії, Австралії та Нідерландів. В Австралії сингл отримав платину від компанії ARIA. Сингл «Come Clean» набув більшої популярності в США, ніж попередній «So Yesterday», досягши 35 місця чарту Billboard Hot 100. Пісня стала тематичною композицією реаліті-телешоу каналу MTV Laguna Beach: The Real Orange County та отримала золоту сертифікацію від RIAA. Із альбомом Metamorphosis Дафф отримала багаторазові нагороди та номінації, а із листопада по грудень 2003 проводила турне Metamorphosis Tour. У грудні 2003 в кінотеатри вийшла стрічка «Гуртом дешевше» (2003), в якій Дафф грала одну із 12 дітей персонажів Стіва Мартіна та Бонні Гант. Кінофільм зібрав $190 мільйонів і лишається найприбутковішим фільмом із Дафф.

### 2004—2006: Просування у музичній кар'єрі та перехід на художні фільми

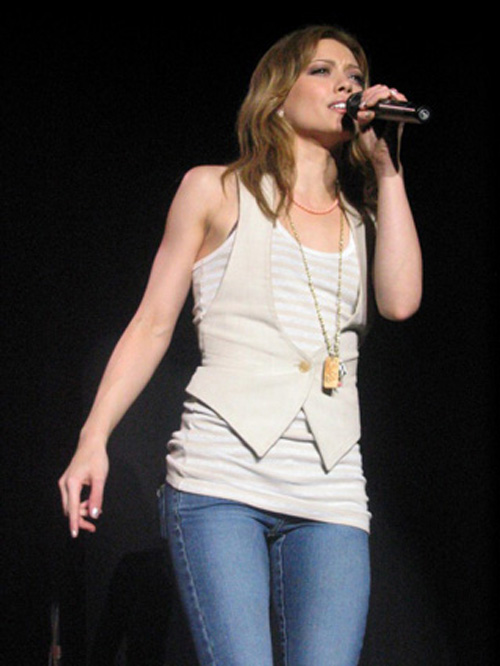
Дафф під час концерту, 2006

У січні 2004 Дафф із сестрою Гейлі записали кавер-версію пісні «The Siamese Cat Song» для альбому DisneyMania 2. 24 лютого 2004 була показана остання серія телесеріалу «Ліззі Макгвайр», що стало заключним 65-м епізодом Дафф по контракту із Disney. Хоча телесеріал мав гарні перспективи для подальшого розвитку і були плани на зйомки другого кінофільму, Disney не подовжував контракту із Дафф через різницю у баченні її зарплатні. У 2004 Дафф зіграла головну роль у романтичній кінокомедії «Історія Попелюшки» із Чедом Майклом Мюррей. Хоча фільм мав негативні оцінки від кінокритиків, стрічка мала комерційний успіх із зборами у $70,1 мільйонів по всьому світі. Для саундтреків фільму сестри Дафф записали пісню «Our Lips Are Sealed», яка увійшла до альбому саундтреків Історія Попелюшки: Саундтреки.
У вересні 2004 Дафф випустила свій третій студійний альбом Hilary Duff. У ньому Дафф була більше залучена у створення пісень, ніж у попередньому альбомі, маючи надії відлучитися від іміджу, який розробила під час роботи над «Ліззі Макгвайр». Альбом, створений у поп-рок стилі, отримав прирівнювання до платівок Авріл Лавін та Ешлі Сімпсон; він досяг 2 місця чарту Billboard 200 та продався у 1,8 мільйонів копій на території США. Платівка випустила два сингли: «Fly» та ексклюзивний для Австралії та Нової Зеландії «Someone's Watching over Me».
У 2004 році вийшла музична драма Піднести твій голос із Дафф у головній ролі. Фільм отримав негативні рецензії від кінокритиків та провалився у продажах. Критика в цілому була спрямована не на акторську майстерність, а на вокальну роботу Дафф, яку багато рецензентів розкритикували за додавання цифрового підсилення. За фільми «Історія Попелюшки» і «Піднести твій голос» Дафф отримала першу номінацію Razzie у категорії Найгіршої акторки у 2004. Того ж року Дафф запустила свою першу лінію одягу Stuff by Hilary Duff, яку на території США поширювала мережа Target, Kmart in в Австралії, Zellers в Канаді, Edgars Stores в ПАРі. Пізніше Дафф випустила пісню «(I'll Give) Anything but Up!», яку записала спеціально для альбому Marlo Thomas & Friends: Thanks & Giving All Year Long (2004).
У серпні 2005 Дафф випустила свою першу музичну збірку Most Wanted, яка досягла першого місця американського чарту Billboard 200 та канадського чарту Canadian Albums Chart і увійшла у топ-10 чартів Австралії, Нової Зеландії, Італії та Японії. Платівка містить попередні хіти Дафф та чотири нові пісні, три з яких стали синглами альбому: «Wake Up», «Beat of My Heart» та «Supergirl». Платівка Most Wanted отримала платинову сертифікацію від RIAA, а сингл «Wake Up» — золоту. Збірка продалася у понад мільйон копій через місяць опісля випуску та була підтримана турне Still Most Wanted Tour.
У 2005 році Дафф зіграла роль старшої дочки Джейн Гамільтон у фільмі «Ідеальний чоловік» разом із Гізер Локлір. Як і попередній фільм, «Ідеальний чоловік» отримав негативні рецензії критики та провалився у зборах. Під кінець 2005 року відбувся випуск кінофільму «Гуртом дешевше 2», який зібрав понад $129 мільйонів по світу, але через який Дафф отримала другу номінацію на Razzie у категорії Найгіршої акторки. У 2005 Дафф виграла у категорії Найкращої кіноакторки на церемонії нагородження Nickelodeon Kids' Choice Awards за кінострічку «Історія Попелюшки». Також у 2005 Дафф отримала п'ять номінацій на нагороду Teen Choice Awards, з який виграла одну — у категорії Найкраща сцена заливання рум'янцем у кіно.
У 2006 Дафф із сестрою Гейлі випустили сатиричну комедію «Матеріальні дівчата», яка провалилася у продажах. Для фільму сестри записали кавер-версію пісні Мадонни «Material Girls», яка увійшла до альбому саундтреків до фільму. Через стрічку «Матеріальні дівчата» Гіларі і Гейлі отримали номінацію на Razzie у категорії Найгірша акторка та Найгірша пара на екрані. У травні 2006 Дафф випустила ексклюзивну для Італії музичну збірку 4Ever, в яку увійшли ремікси її попередніх пісень. У вересні 2009 Дафф випустила свій перший парфум With Love… Hilary Duff, який поширювався через компанію Елізабет Арден і став найприбутковішим парфумом у універмагах у 2006. Також у 2006 Дафф переслідували двоє людей, які вимагали уваги і погрожувати вбити себе та натякали на загрозу життя Джоелю Меддену, її бойфренду на той час. Ситуація розв'язалася після того, як переслідувачі порушили умови заборонного наказу і були арештовані. Один із переслідувачів був засуджений до тюремного ув'язнення на 117 днів.

### 2007—2010: «Dignity», новий імідж та телебачення

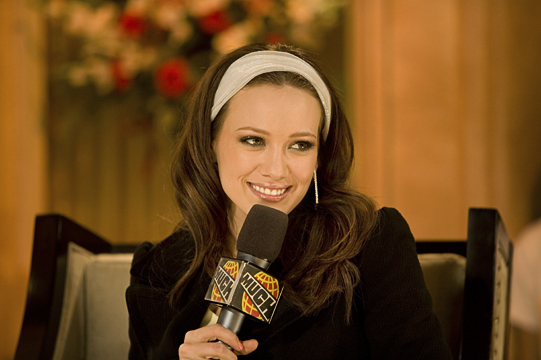
Гіларі Дафф в Канаді на MuchMusic, 23 квітня 2007

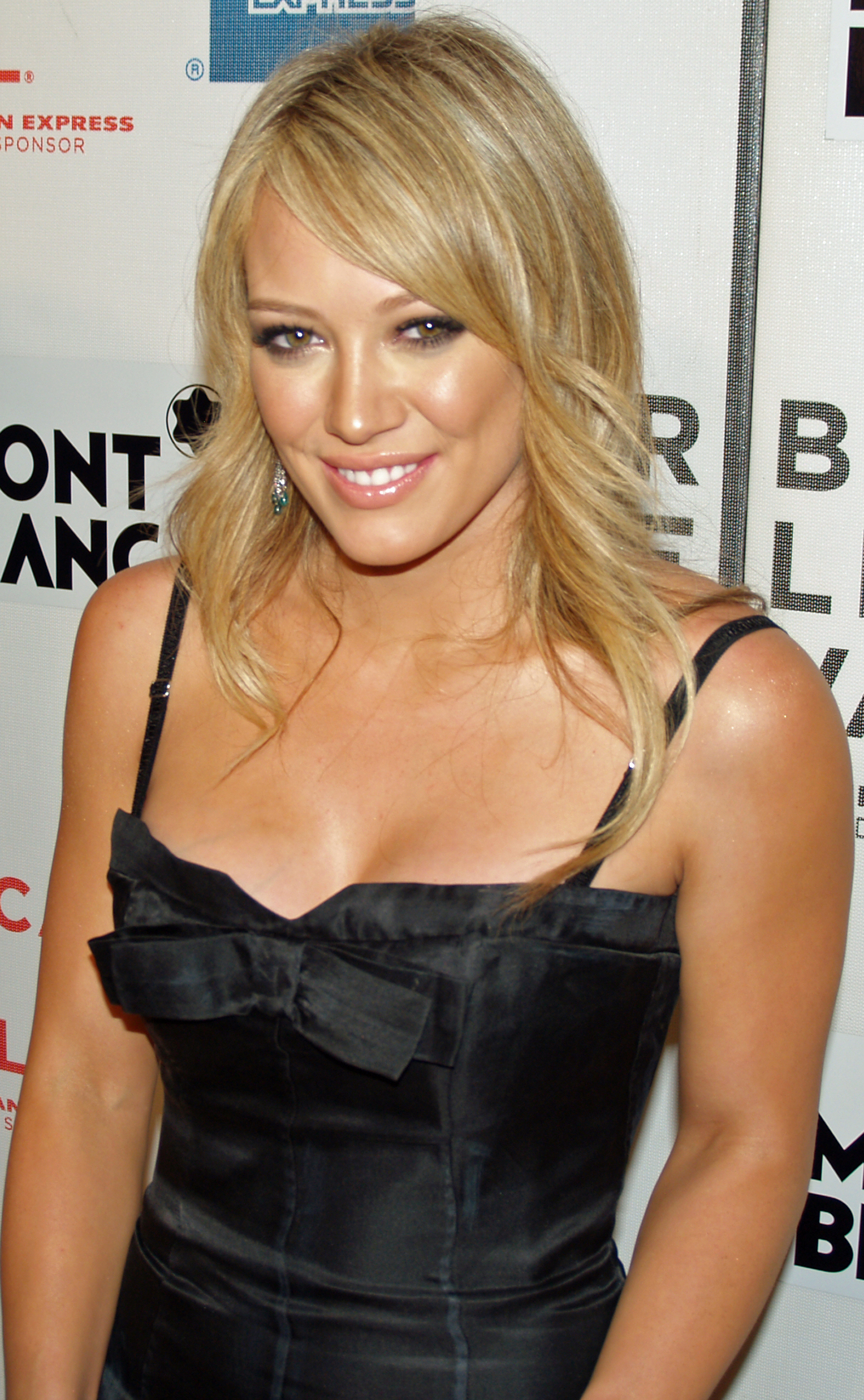
Гіларі Дафф на фестивалі 2008 Tribeca Film Festival

На початку 2007 року було підтверджено, що батьки Дафф розлучилися через шлюбну зраду батька. Посеред драми в особистому житті Дафф почала працювати над четвертим студійним альбомом. Вона є співавторкою 13 із 14 пісень, працюючи із такими піснярами, як Кара ДіоГуарді. Платівка Dignity вийшла у березні 2007 і має відмінне звучання від всіх попередніх робіт Дафф. Музична критика тепло прийняла альбом, хоча деякі скаржилися на «слабкий» вокал Дафф. Тести альбому сконцентровані на розлученні батьків, розірванні стосунків із Джоелем Медденом та переслідуваннях попереднього року. Платівка дебютувала на 3 місце чарту Billboard 200, проте комерційно зазнала поразки у порівнянні із попередніми альбомами Дафф. Альбом Dignity випустив три сингли: «Play With Fire», «With Love» та «Stranger». Останні два досягли першого місця американського чарту Billboard Hot Dance Club Play. Влітку 2007 почалося турне Dignity Tour. Створення платівки Dignity було знято для спеціального телевізійного випуску Hilary Duff: This Is Now. На зйомки пішло шістдесят тижнів; випуск показує як і записи пісень для альбому, так і підготовлення до релізу самого альбому.
У 2007 в зв'язку зі зміною іміджу та новим стилем певні ЗМІ стали називати Дафф «секс-символом». Журнали FHM та Maxim почали додавати Дафф до своїх списків Найсексуальніших жінок. Імідж «секс-символа» також підсилала роль Дафф у політичній сатирі «Корпорація Війна» (2008), в якому вона грає центральноазійську «понадсексуальну» попзірку Йоніку Бейбі. Для саундтреку фільму Дафф записала пісні «Boom Boom Bang Bang» та «I Want to Blow You Up». Кінофільм «Корпорація Війна» вийшов в обмеженій кількості кінотеатрів на території США та зібрав лише $1,3.
Хоча в планах був реліз розширеного видання альбому Dignity у 2008, Дафф згодом підтвердила, що замість цього випустить альбом найбільших хітів, аби задовольнити контракт із Hollywood Records. Платівка Best of Hilary Duff вийшла у листопаді 2008 і не отримала жодного маркетингу до дати релізу, хоча це не завадило їй дебютувати на 125 місці чарту Billboard 200. Збірка випустила єдиний сингл «Reach Out», який став третьою піснею Дафф, що досягла першого місця американського чарту Hot Dance Club Play. У грудні 2008 в інтерв'ю із MTV Дафф повідомила, що почне працювати над новим альбомом, проте платівка так і не пішла у виробництво. Того ж року Дафф втратила контроль над своєю лінією одягу Stuff by Hilary Duff і лінія припинила своє існування.
У 2009 році вийшла драма «Відповідно до Грети», в якій Дафф зіграла головну роль підлітки, яка має суїцидальні нахили. Стрічка отримала змішані оцінки від кінокритики; журнал Variety написав, що їй варто триматися подалі від підліткових фільмів, в той час як Los Angeles Times підтримав Дафф у спробі себе у якості бунтівної підлітки. Пізніше в 2009 вийшла драма «Запасне скло», в якій Дафф зіграла головну роль разом із Стівом Куганом. Хоча Дафф відхилила пропозицію ролі в серіалі каналу The CW «90210», аби уникнути проєктів, пов'язаних із підлітковими жанрами, пізніше Дафф підтвердила, що з'явиться у третьому сезоні телесеріалу «Пліткарка». Дафф зіграла роль Олівії Бурк, яка мала короткочасні романтичні стосунки із персонажем Пенна Беджлі. За цю роль Дафф виграла Teen Choice Award. У 2009 Дафф вступила у співпрацю із DKNY Jeans та створила дизайн своєї другої колекції одягу для жінок її віку під назвою Femme for DKNY, котра надійшла у продаж у США у серпні 2009 та перебувала в обігу обмежений час. В серпні 2009 також було анонсовано, що Дафф зіграє головну роль у телефільмі на базі книги Даніели Бродскі «Щоденник працюючої дівчини».

### 2010—2014: Письменництво

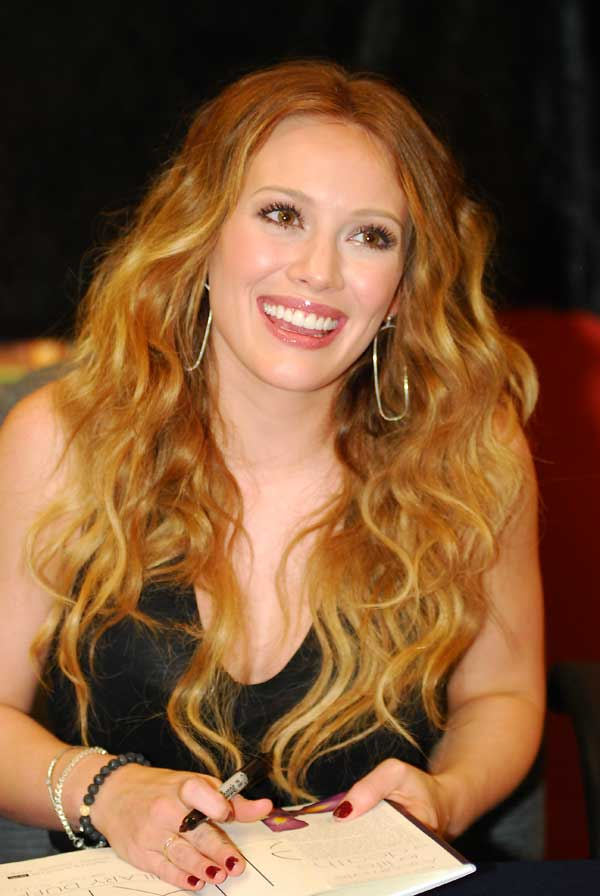
Дафф підписує свою книгу Еліксир, жовтень 2010

У лютому 2010 на Міжнародному кінофестивалі Санта Барбари відбулася прем'єра драми «Вартість крові», в якій Дафф зіграла Рейвен Галфакр — дочку алкогозалежної, яка закохується у внука персонажа Кріса Крістофферсона. Багато рецензентів написало позитивні огляди ролі Дафф у цій стрічці; The Examiner написав, що «найбільшим сюрпризом [у фільмі] мабуть була гра Гіларі Дафф». У лютому 2010 Дафф і Комрі повідомили про своє заручення. У квітні 2010 на каналі ABC Family вийшов телефільм «Краса і портфель», в якому Дафф грає оглядачку модного журналу, яка пише про свої зусилля у побаченнях у місті. Прем'єру фільму дивилося 2,4 мільйонів осіб. Незабаром Дафф з'явилася у епізоді другого сезону «Спільнота». 14 серпня 2010 в Санта Барбарі штату Каліфорнія відбулося весілля Дафф та Комрі. В 2010 Дафф підписала контракт із виданням Simon & Schuster, а в жовтні 2010 вийшла дебютна книга Дафф — «Еліксир», у співавторстві із Еліз Аллен. Книга «Еліксир» стала бестселером за підрахунками продажів за версією газети New York Times.
У вересні 2011 вийшла комедія польських братів Поліш «Зберігай спокій», в якій Дафф зіграла з Вайноною Райдер та Марком Полішем. У жовтні 2011 вийшов сиквел «Віддана», котрий продовжує історію персонажів із дебюту Дафф «Еліксир». Того ж місяця Дафф повідомила журналу E!, що працює над п'ятим студійним альбомом. У січні 2012 вона повідомила на своєму вебсайті та Twitter, що почала записувати пісні для нової платівки. Для створення альбому Дафф працювала із пісняром Алі Тампозі, музикантами Меттом Скваєром та Джейсоном Евіганом, але пісні, які вони створили разом пізніше були відхиленні лейблом і не увійшли до фінального випуску платівки. У 2012 Дафф з'явилася у фільмі «Вона мене хоче» у другорядній ролі. В серпні 2012 Дафф підписала контракт із 20th Century Fox для розробки ситкому із нею у головній ролі. Згідно із угодою, якщо 30-хвилинний епізод не стане успішним, Дафф отримає роль у іншому шоу. Проте весь план не зміг розвинутися далі. У вересні 2012 Дафф з'явилася у якості запрошеної судді для реаліті-шоу Project Runway.
В 2013, вперше після вагітності і пологів, Дафф з'явилася у епізоді ситкому каналу Fox «Підіймаючи Хоуп». Пізніше з'явилася у фіналі десятого сезону ситкому CBS «Два з половиною чоловіки». У квітні 2013 вийшла фінальна книга трилогії «Еліксир» — «Правда». Також у 2013 Дафф озвучила анімаційний фільм «Крила» разом із Джошем Демелом та Джессі Маккартні; наступного року також виконала озвучування сиквела. До липня 2013 Дафф закінчила зйомки незалежного фільму «Зграя чуваків», який увійшов у пост-продакшн у серпні 2013.

### 2014—2017:Юната «Breathe In. Breathe Out.»

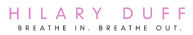
Лого Дафф в альбомі «Breathe In. Breathe Out.»

15 січня 2014 було анонсовано, що Дафф стала частиною акторської команди пілотної серії комедійної драми «Юна». Телесеріал базується на новелі Памели Редмонд Сатран і створений Дерреном Старом для каналу TV Land. Дафф отримала роль Келсі Пітерс — «амбіційної 20-з-чимось дівчини», яка стає подругою головної героїні, яку грає Саттон Фостер. У квітні 2014 було оголошено, що телесеріал був прийнятий продюсерами та отримав 12-епізодну угоду із прем'єрою першої серії восени 2014; пізніше прем'єру було перенесено на березень 2015. Шоу стало першою довготривалою роллю Дафф із часів її роботи із «Ліззі Макгвайр». Прем'єра першої серії Юної відбулася 31 березня 2015 і отримала позитивні рецензії від критики. У квітні 2015 було укладено угоду на зйомки другого сезону, а 6 січня 2016 — на зйомки третього сезону. Згодом 14 червня 2016 серіал подовжили на четвертий сезон. За роль Келсі Пітерс Дафф отримала номінацію у категорії Найкраща акторка кабельного телебачення на церемонії нагородження People's Choice Awards у 2016 і 2017 роках.
1 травня 2014 Дафф відвідала церемонію нагородження 2014 iHeartRadio Music Awards, де повідомила, що працює із автором пісень Саваном Котечою та британським співаком Едом Шираном. 23 липня 2014 було оголошено, що Дафф підписала контракт із лейблом RCA Records для випуску її п'ятого студійного альбому. 29 липня 2014 Дафф випустила перший сингл від майбутнього альбому Chasing the Sun та супроводжувальне музичне відео. Сингл зайшов до чарту Billboard Hot 100 на 79 позицію, ставши першою піснею Дафф, яка чартувалася в США із часів синглу «Stranger» в 2007. Музичне відео отримало 14 мільйонів переглядів за перший тиждень опісля офіційного релізу. 12 серпня було випущено другий сингл «All About You», який не потрапив до чарту Billboard Hot 100, але досяг 38 місця чарту Mainstream Top 40. Пісня увійшла в топ-20 чарту Австралії, де також отримала золоту сертифікацію від ARIA. «All About You» став другим сертифікованим у Австралії синглом для Дафф після пісні «So Yesterday» (2003), що відбулося одинадцять років тому. У листопаді 2014 Дафф озвучувала персонажку Льодяної відьми для мультсеріалу «Дора-мандрівниця».
6 квітня 2015 Дафф випустила третій сингл своєї нової платівки — «Sparks», котрий досяг 93 місця чарту Billboard Hot 100. П'ятий студійний альбом Breathe In. Breathe Out. вийшов у червні 2015 та досяг 5 місця американського чарту Billboard 200, 4 місця австралійського чарту Australian Albums Chart та 5 місця канадського чарту Canadian Albums Chart. Дафф планувала розпочати турне для підтримки альбому на початку 2016, але в лютому 2016 анонсувала, що не зможе вирушити у турне. У червні 2016 Дафф повідомила, що вже почала працювати над наступним альбомом. Вона сказала, що на відмінно від Breathe In. Breathe Out. він буде «темнішим та важчим у тонах». Пізніше вона повідомила, що одна із пісень буде називатися «Tied to You», проте подальша доля альбому лишається невідомою.

### 2018–дотепер: Повернення до дизайну та кіно
У січні 2018 Дафф вперше повернулася до дизайну після випуску лінії Femme for DKNY у серпні 2009. Вона запустила колекцію окулярів разом у співробітництві із GlassesUSA.com під назвою The Muse x Hilary Duff Collection. Того ж місяця було оголошено, що вона почала зйомки незалежного фільму «Переслідування Шерон Тейт», в якому Дафф виконує роль Шерон Тейт. Стрічка пов'язана із вбивствами Менсона. Це стало першим фільмом, в якому знімалася Дафф із часів «Зграї чуваків» у 2013. Кінострічка була прийнята із негативними реакціями Дебри Тейт, сестри Шерон, яка назвала фільм «клейким», «безкласовим» та «експлуататорським», додаючи, що кіно є «нетактовним» у незалежно від того, ким є актори. До початок зйомок фільму Дафф їздила в Данфермлін в Шотландії для зйомок в серії майбутнього сезону документального серіалу «Ким ви думаєте ви є?»

## Підприємницька діяльність

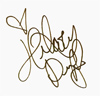
Підпис Дафф

У березні 2004 Дафф випустила лінію одягу Stuff by Hilary Duff. У США колекція поширювалася через магазини Target, в Австралії через Kmart і Target, в Канаді через компанію Hudson's Bay Company (одяг продавався в магазинах Zellers, Home Outfitters і The Bay), в Південній Африці через Edgar's. Журнал People повідомив, що в перший рік випуску лінія принесла $5 мільйонів. Первинно колекція включала лише одяг, але з часом була додана декоративна косметика та біжутерія.
Наприкінці 2006 іграшкова компанія Mattel випустила ляльку Barbie Hilary Duff, яку було створено за образом Гіларі Дафф. У вересні 2006 Дафф випустила на ринок свій перший парфум — With Love… Hilary Duff, який в США поширювала компанія Елізабет Арден. Первинно парфуми продавались виключно на території США, але потім ринки збуту розширилися до Канади, Австралії та Японії. With Love… Hilary Duff був найбільш продаваним парфумом в універмагах США за 2006 рік. У 2007 Дафф випустила ще одну лінію парфумів — літній Wrapped With Love, а вже в 2009 на прилавках магазину з'явилась весняна лінія, випущена спеціально до Дня Святого Валентина. Дафф та її собачка Лола знялися в рекламі для комп'ютерної гри The Sims 2: Pets від Electronic Arts, яка вийшла в жовтні 2006. Згодом Організація Захисту Тварин критикувала цю рекламу через те, що тварину представляли у якості моделі.
У серпні 2009 Дафф випустила другу лінію одягу, яку створила для жінок свого віку. Колекція Femme for DKNY була створена як частина DKNY Jeans Донни Каран і була в обігу обмежений час. Одяг відрізнявся від попередньої колекції Дафф, оскільки фокусувався на дорослу категорію молодих жінок. У січні 2018 Дафф запустила колекцію окулярів у співробітництві із GlassesUSA.com під назвою The Muse x Hilary Duff Collection.

## Музичний стиль

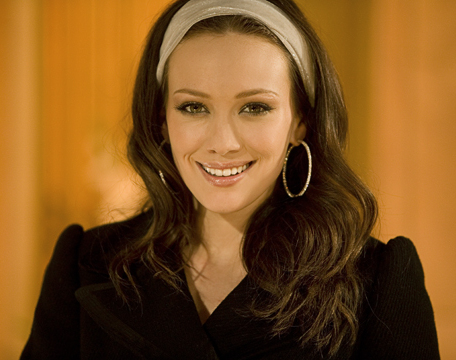
Гіларі Дафф в Канаді на MuchMusic, 23 квітня 2007

У дебютному альбомі Дафф чітко проглядатися елементи поп та поп-рок музики. Відповідно до Дафф, ще з дитинства вона слухала багато рок-музики, що значно вплинуло на її музичну кар'єру. Для свого другого студійного альбому Дафф співпрацювала із записною командою The Matrix, що дало підставу музичним критикам порівнювати її роботи із піснями Авріл Лавін, Ешлі Сімпсон та Ліндсі Лоан. Рок-музика стала більш явною у третьому альбомі «Hilary Duff» (2004), а в піснях використовувалася сильна концентрація на барабані та гітарних долях. Дафф брала участь у написані декількох пісень для Hilary Duff, тематика яких включала критицизм, слідування мріям та кохання. Новий матеріал, який з'явився у збірці Most Wanted (2005) перевів музичний стиль Дафф до більш поп та денс музики.
Пізніше ці жанри набули основного стилю в її четвертому студійному альбомі Dignity (2007). Під час створення платівки основна база для натхення бралася із європоп, хіп-хоп та рок-н-рол музики. Сама Дафф описала нове звучання як «денс», «рок» та «електро». Вона є співавторкою 13 із 14 пісень альбому, а тематика композицій базується на її досвіді із переслідувачами, розривом стосунків із Джоелем Медденом та розлученню її батьків через шлюбну зраду батька. Платівка Breathe In. Breathe Out. має більше фольк-напрямку та інді-поп звучання у порівнянні із її попередніми роботами. Провідний сингл п'ятого студійного альбому — All About You містить банджо та акустичну гітару. Хоча у планах перед створенням альбому було задумано мати більше фольк-напрямку, в результаті платівка вийшла у вигляді комбінації EDM та фольк-попу. Таким чином Дафф консолідована у якості денс-поп співачки.

## Публічний імідж

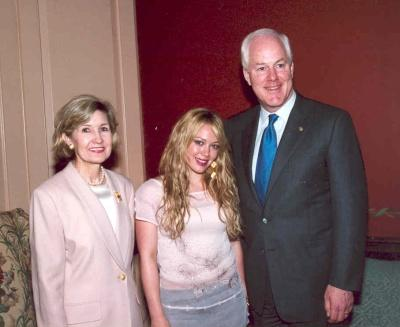
Дафф із сенаторами США, липень 2004

Після прем'єри телесеріалу Ліззі Макгвайр Дафф здобула значну кількість уваги від ЗМІ та популярність серед підліткової аудиторії. Згодом шоу стало телехітом, що призвело до повномасштабного мерчендайзингу, котрий включав ляльки, відеоігри, м'які іграшки, книги із Ліззі Макгвайр та навіть Іграшку щасливої страви від McDonald's. Успіх кінофільму Кіно про Ліззі Макгвайр показав, що успіх Дафф на телебаченні можна перевести і на екрани кінотеатрів. Після успіху, який Дафф отримала завдяки Ліззі Макгвайр Річард Хафф із New York Daily News назва її «версією Аннетт Фунічелло 2002 року», але вказав, що персонажка із Ліззі Макгвайр стала як і благословенням, так і тягарем для молодої акторки. У 2003 Хафф прокоментував, що публічний імідж Дафф «прив'язаний» до персонажки Ліззі Макгвайр. У 2005 Кейті Лонг із Центру розуміння батьків/юнацтва написала працю по аналізу Дафф і її придатності у якості ідола для підлітків. Вона написала, що Дафф «не є Брітні Спірс чи Крістіною Агілерою… поки що», посилаючись на знаменитостей, які використовують сексуальну привабливість для продажів альбомів, але залишаються «кимось, на якого юні дівчата можуть бути подібними і з ким відчувають схожість». Проте в той час як Дафф залишалася «позитивним прикладом», який «має близькі стосунки» із своєю родиною, письменниця також визнала дорослішання Дафф, яке призведе і до дорослішання її зовнішності та іміджу.
Дафф приписують відродження успіху лейблу Hollywood Records після випуску її платівки Metamorphosis (2003). Діловий журнал San Fernando Valley Business Journal написав, що «альбом дав Hollywood Records потрібний поштовх» після зниження продажів CD, які відбувалися за минулі два роки і змусили лейбл знизити свої витрати та змінити свою роботу. Аналітик із Hilliard Lyons Джеффрі Томісон посилався на «Metamorphosis» у якості прикладу можливостей Disney розробити «чудову синергію між їхнім кабельним телебаченням, фільмом та музичним сегментом». Перехід Дафф із диснеївської зірки до успішної співачки став формулою, яку Hollywood Records намагався прикласти до таких своїх наступних зірок, як Майлі Сайрус, Селени Гомес, Демі Ловато, Джессі Маккартні та багато інших. Такі виконавці як Майлі Сайрус, Селена Гомес, Демі Ловато, Аріана Ґранде та Кеке Палмер називали Гіларі Дафф джерелом натхнення у своїх власних кар'єрних досягненнях.
Пісня Дафф «Come Clean» (2003) стала тематичною композицією реаліті-телешоу каналу MTV Laguna Beach: The Real Orange County, що допомогло у промоушені синглу на території США. Її пісня «Sweet Sixteen» (2003) була використана у якості тематичної композиції реаліті-телешоу каналу MTV із такою ж назвою. Квитки на безліч концертів для турне Most Wanted Tour, котрий проводився для підтримки альбому Hilary Duff продавалися за лічені хвилини. Успіх Дафф у музичній індустрії зазначився продажами її альбомів у понад 14 мільйонів станом на 2014 рік.
Перехід Дафф від підліткової зірки до дорослої акторки схвалювався кінокритиками, хоча у порівнянні із таким же переходом знаменитостей її віку, Дафф була менш успішною. У 2007 році поява Дафф на обкладинці журналу Maxim призвело до заяви, що вона «перейшла від королеви підлітків до нового секс-символу». Після цього журнал Maxim помістив Дафф на 23 місце свого щорічного списку 100 гарячих жінок. З тих часів Дафф щорічно залишається у цьому списку, а журнал FHM щорічно додає її у свій список 100 найсексуальніших жінок (пікової позиції Дафф досягла у 2008 на 8 місці). Інформативне агентство The Associated Press написало, що раптова провокативність є проявом «чіткого руху [Дафф], який має залишити минуле Ліззі Макгвайр позаду неї», і що її більш провокативний імідж допоможе синглам Дафф досягни більшого успіху на популярних радіостанціях: «Зрештою, природа, час і генетика можуть допомогти Дафф таким чином, яким компанія Disney, незважаючи на всю її могутність, не зможе». В той же час Young Hollywood написав, що незважаючи на «факт, що вона таки подорослішала», Дафф «все-таки змогла залишитися милою людиною».
Після народження сина Дафф критикували за вигляд її тіла після вагітності. У 2013 Дафф повідомила, що витратила рік, аби позбутися ваги після пологів і що з часу народження сина вона скинула близько 22,5 кілограмів. Вона прокоментувала, що змінила свою дієту та найняла персонального тренера з боксу, що стало одним із причин втрати її ваги на додаток до пілоксингу і крутильного велосипеда. Повільний, але здоровий метод Дафф скидання післяпологової ваги схвалили експерти зі здоров'я, він став натхненням для акторки Тіа Маурі, яка назвала Дафф своїм ідолом у процесі здорового позбавлення післяпологової ваги. Дафф неодноразово виступала проти фотографування папараці дітей. У 2014 на своїй сторінці в Twitter вона висловила свою злість на двох папараці, які фотографувала її сина без її згоди. Вона написала: «Я вирішила відпустити їх із суворим попередженням. Наступного разу я не буду такою доброю. #NoKidsPolicy». Гештеґ посилається на законопроєкт, який просунули акторки Голлі Беррі та Дженніфер Гарнер, який забороняє папараці фотографувати дітей знаменитостей.

## Філантропія і активізм

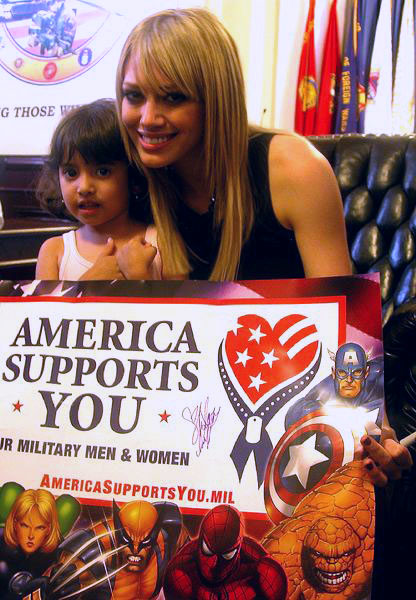
Чотирьохрічна Сара Негретте і Гіларі Дафф під час тижня National Military Families Week, 10 червня 2005

Протягом років Дафф займалася різною філантропічною діяльністю. У 2005 вона пожертвувала $250,000 на допомогу жертвам Урагану Катріна на додаток до пожертвування понад 2,5 мільйонів одиниць харчових продуктів жертвам Урагану Катріна на півдні США. У серпні 2006 Дафф поїхала до Нового Орлеану, аби допомагати поширювати їжу в початкових школах разом із організацією USA Harvest.
Дафф допомагала різним молодіжним благодійним організаціям. Вона була членом комісії фонду Audrey Hepburn Child Benefit Fund і консультанткою-знаменитістю організації Kids with a Cause. У жовтні 2008 Дафф брала участь у громадській службі організації Ad Council Think Before You Speak Campaign і GLSEN, яка виступила із оголошенням задля запобігання використання юнацтвом анти-ЛГБТ лексики, наприклад фрази «That's So Gay». У липні 2009 Дафф стала Послом юності для дітей колумбійської столиці Богота, і провела в Боготі п'ять днів, роздаючи рюкзаки з найнеобхіднішими речами дітям без батьків чи з батьками із складним фінансовим становищем.
Дафф є наполегливою захисницею тварин і на запитання, ким би вона була, якщо би не стала знаменитістю, відповіла: «Коли я була маленькою, я завжди хотіла бути ветеринаркою, але коли зрозуміла, що навіть у клініках тварини все рівно помирають, то переконалася, що це не зможе стати моєю професією. Точно щось із дітьми чи тваринами, або щось схоже на це».
У 2012, через кілька місяців після народження сина Дафф брала активну участь у кампанії Johnson's Baby Cares, що включала такі активності, як посилання комплектів по піклуванню за новонародженими чи листівок із словами підтримки молодим матерям США у якості мотиваційного руху. Кампанія також збирала кошти для дітей і бідних сімей разом із організацією Save The Children.
У листопаді 2013 перед початком сезону різдвяних покупок Дафф залучилася до команди Duracell в Канаді, яка проводила кампанію для дітей в лікарнях. Кампанія Powering Holiday Smiles пожертвувала 20,000 батарейок канадським лікарням, аби допомогти в обслуговуванні медичних обладнань по підтриманню життя, а також тисячі іграшок для ігрових кімнат та ігор, які діти із їх сім'ями зможуть використовувати під час святкового сезону у 2013 і в подальшому. Кампанія заохочувала канадійців купувати батарейки Duracell Quantum AA-16, оскільки один долар із кожної проданої пачки надходитиме організації Children's Miracle Network. Кампанія розпочалася 22 листопада і закінчилася 27 грудня 2013. Для підтримки кампанії Дафф відвідала Лікарню хворих дітей в Торонто із новими іграшками від Hasbro у якості подарунків. Вона також розповідала про кампанію на радіо-шоу Breakfast Television Toronto та у численних інтерв'ю із журналами.
Дафф також брала участь у різних онлайнових благодійних кампаніях, включаючи партнерство із Claritin, та збирала кошти для допомоги жертвам потопу Ханалей в 2018 через продажі колекції окулярів The Muse x Hilary Duff Collection. У 2017 Дафф стала однією із знаменитостей, які брали участь у телемарафоні 2017 для жертв потопу в Х'юстоні, а також написала есе про руйнівні наслідки урагану, котрі залишилася в її рідному місті. Есе було опубліковане на офіційному сайті Marie Claire.
У 2022 році у зв'язку із вторгненням Росії висловила підтримку Україні.

## Особисте життя

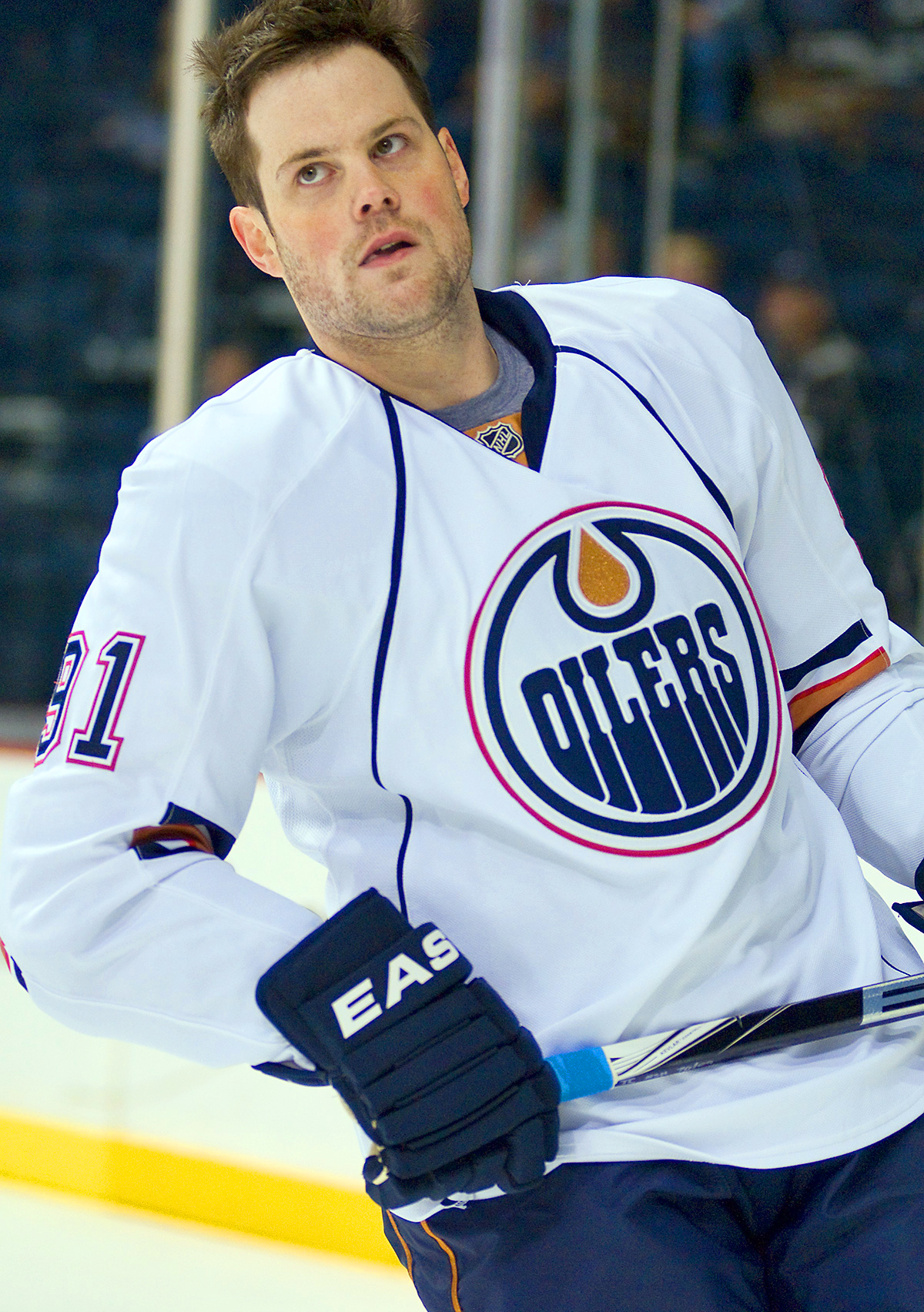
Майк Комрі — чоловік Дафф із 2010 по 2016

У 2001 Дафф почала зустрічатися зі співаком Аароном Картером, підлітковою зіркою США. Він з'явився в одному епізоді із Дафф в телесеріалі «Ліззі Макгвайр». За трирічними стосунками слідкували ЗМІ, особливо після повідомлень про любовний трикутник між Дафф, Картером та американською акторкою Ліндсі Лоан.
У липні 2004 16-річна Дафф почала зустрічатися із 25-річним вокалістом гурту Good Charlotte Джоелем Медденом. Після довгих таблоїдних спекуляцій у червні 2005 року матір Дафф, Сюзан, офіційно повідомила про їх відносини в інтерв'ю із журналом Seventeen. Того ж місяця Дафф почала відкрито зустрічатися з ним на публіці. В листопаді 2006 повідомила, що порвала стосунки.
У листопаді 2006 Гіларі Дафф почав переслідувати 18-річний російський іммігрант, який називався Максом, та його 50-річний співмешканець Девід Джозеф Кляйн. Дафф подала на них обох заборонний наказ, за яким вони не мали права наближатися чи мати будь-які контакти з нею. Макс погрожував, що він «вб'є себе», аби привернути її увагу, та «усунути ворогів», котрі стоять у нього на шляху, включаючи хлопця Дафф — Джоеля Меддена. Пізніше Макса, якого ідентифікували як Максима Маяковского, заарештували і засудили до тюремного ув'язнення на 117 днів і 5 років випробування.
На початку 2007 батьки Дафф розлучилися після 22 років подружнього життя. Дафф повідомила, що батько зраджував матері. Свої почуття вона приховувала від всіх, навіть сестри Гейлі, виливала у творчості, включаючи дві пісні із платівки Dignity — «Stranger» і «Gypsy Woman».
У 2007 Дафф почала зустрічатися із гравцем НХЛ Майком Комрі і часто відвідувала ігри за його участю. На 20-річчя Дафф Майк подарував їй авто Mercedes-Benz.. У лютому 2010 Дафф повідомила про заручини. Весілля відбулося 14 серпня 2010 в Санта-Барбарі штату Каліфорнія. 20 березня 2012 року народила сина — Лука Круз Комрі. 10 січня 2014 пара повідомила, що мирно розійшлася та продовжують вдвох ростити сина. В лютому 2015 Дафф подала на розлучення з Комрі, посилаючись на непримиренні відмінності і вимагаючи первинної фізичної та спільної юридичної опіки над сином. Процес закінчився в лютому 2016.
У лютому 2017 року в інтерв'ю із журналом Cosmopolitan Дафф розповіла, що мала короткочасні романтичні стосунки зі своїм колишнім тренером Джейсоном Волшем. Пара мирно розійшлася у листопаді 2016.
У січні 2017 Дафф почала зустрічатися із співаком Меттью Кома. 8 червня 2018 в Instagram повідомила, що чекає на другу дитину. Оголошення про вагітність Дафф відбулося через одну добу опісля народження другої дитини, також дочки, її старшої сестри Гейлі Дафф. 25 жовтня 2018 Дафф народила дочку, Бенкс Вайолет Беар. 24 березня 2021 народила другу доньку Мей Джеймс Беар. Обох дочок Дафф народила під час домашніх пологів.

## Дискографія
Студійні альбоми:
- 2003: Metamorphosis
- 2004: Hilary Duff
- 2007: Dignity
- 2015: Breathe In. Breathe Out.

Компіляційні альбоми:
- 2005: Most Wanted
- 2006: 4Ever
- 2008: Best of Hilary Duff

 Різдвяні альбоми:
- 2002: Santa Claus Lane

 Концертні альбоми:
- 2009: Live At Gibson Amphitheatre

 Мініальбоми:
- 2003: Metamorphosis Remixes

## Фільмографія
Знизу представлені найзначніші роботи із Гіларі Дафф. Для повного списку дивіться статтю про фільмографію Гіларі Дафф.

| Рік       |    | Українська назва            | Оригінальна назва           | Роль                              |
| --------- | -- | --------------------------- | --------------------------- | --------------------------------- |
| 1998      | ф  | Каспер зустрічає Венді      | Casper Meets Wendy          | Венді                             |
| 2001—2004 | с  | Ліззі Макгвайр              | Lizzie McGuire              | Ліззі Макгвайр (65 епізодів)      |
| 2001      | ф  | Природа людини              | Human Nature                | юна Ліла Ют                       |
| 2002      | тф | Кадет Келлі                 | Cadet Kelly                 | Келлі Соллінс                     |
| 2003      | ф  | Агент Коді Бенкс            | Agent Cody Banks            | Наталі Коннорс                    |
| 2003      | ф  | Кіно про Ліззі Макгвайр     | The Lizzie McGuire Movie    | Ліззі Макгвайр / Ізабелла Паріссі |
| 2003      | ф  | Гуртом дешевше              | Cheaper by the Dozen        | Лорейн Бейкер                     |
| 2004      | ф  | Історія Попелюшки           | A Cinderella Story          | Саманта «Сем» Монтгомері          |
| 2004      | ф  | Піднести твій голос         | Raise Your Voice            | Террі Флетчер                     |
| 2004      | мф | У пошуках Санти             | In Search of Santa          | Кристал (озвучення)               |
| 2005      | ф  | Ідеальний чоловік           | The Perfect Man             | Голлі Гамільтон                   |
| 2005      | ф  | Гуртом дешевше 2            | Cheaper by the Dozen 2      | Лорейн Бейкер                     |
| 2006      | ф  | Матеріальні дівчата         | Material Girls              | Тензі Маршетта                    |
| 2008      | ф  | Корпорація Війна            | War, Inc.                   | Йоніка                            |
| 2009      | ф  | Зберігай спокій             | Stay Cool                   | Шаста Оніл                        |
| 2009      | ф  | Запасне скло                | Safety Glass                | Люсі                              |
| 2009      | ф  | Відповідно до Грети         | Greta                       | Грета                             |
| 2009      | с  | Пліткарка                   | Gossip Girl                 | Олівія Бурк (6 епізодів)          |
| 2010      | тф | Краса і портфель            | Beauty & the Briefcase      | Лейн Деніелс                      |
| 2010      | ф  | Вартість крові              | Bloodworth                  | Рейвен Лі Холфейкр                |
| 2015—2021 | с  | Юна                         | Younger                     | Келсі Пітерс (84 епізоди)         |
| 2019      | ф  | Привиди Шерон Тейт          | The Haunting of Sharon Tate | Шерон Тейт                        |
| 2022—2023 | с  | Як я зустріла вашого батька | How I Met Your Father       | Софі Томпкінс (30 епізодів)       |

## Нагороди та номінації
| Рік  | Нагорода                        | Категорія | Результат |
| ---- | ------------------------------- | --- | --------- |
| 2000 | Young Artist Award              | Найкраще виконання у фільмі чи пілотній серії — другорядна роль молодої акторки (за фільм The Soul Collector) Best Performance in a TV Movie or Pilot — Supporting Young Actress The Soul Collector | Перемога  |
| 2003 | Nickelodeon Kids' Choice Awards | Улюблена жіноча телевізійна зірка (Ліззі Макгвайр) Favorite Female TV Star (Ліззі Макгвайр) | Номінація |
| 2004 | DVD Awards                      | Franchise's Performance Award | Перемога  |
| 2004 | World Music Awards              | Найкраща нова акторка світового рівня World's Best New Female Artist | Перемога  |
| 2005 | Teen Choice Awards              | Вибраний фільм із сценами збентеження Choice Movie Blush Scene (Історія Попелюшки) | Перемога  |
| 2007 | TRL Awards (Італія)             | Перша Леді First Lady | Перемога  |
| 2007 | Teen Choice Awards              | Вибрана пісня про кохання — «With Love» Choice Love Song — «With Love» | Перемога  |
| 2007 | Kids Choice Awards (Італія)     | Найкращий міжнародний виступ Best International Act | Перемога  |
| 2007 | Razzie Award                    | Найгірша акторка (разом з Гейлі Дафф) (Матеріальні Дівчата) Worst Actress (разом з Гейлі Дафф) (Матеріальні Дівчата)                                                                                | Номінація |
| 2009 | Poptastic Award                 | Вічний кумир All-Time Idol | Перемога  |
| 2009 | TRL Awards (Італія)             | Перша Леді First Lady | Перемога  |

## Світлини

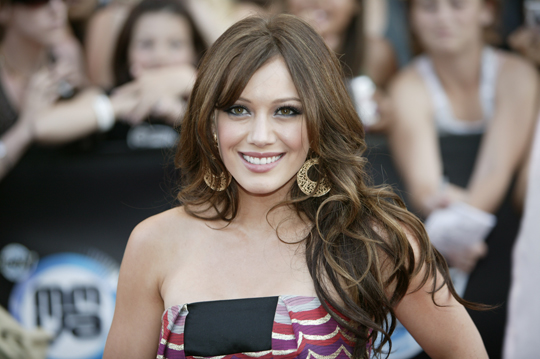
Дафф на фестивалі eTalk Star! Schmooze, 2007
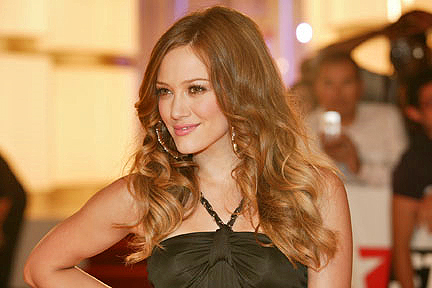
Дафф на фестивалі eTalk Star! Schmooze, 2007
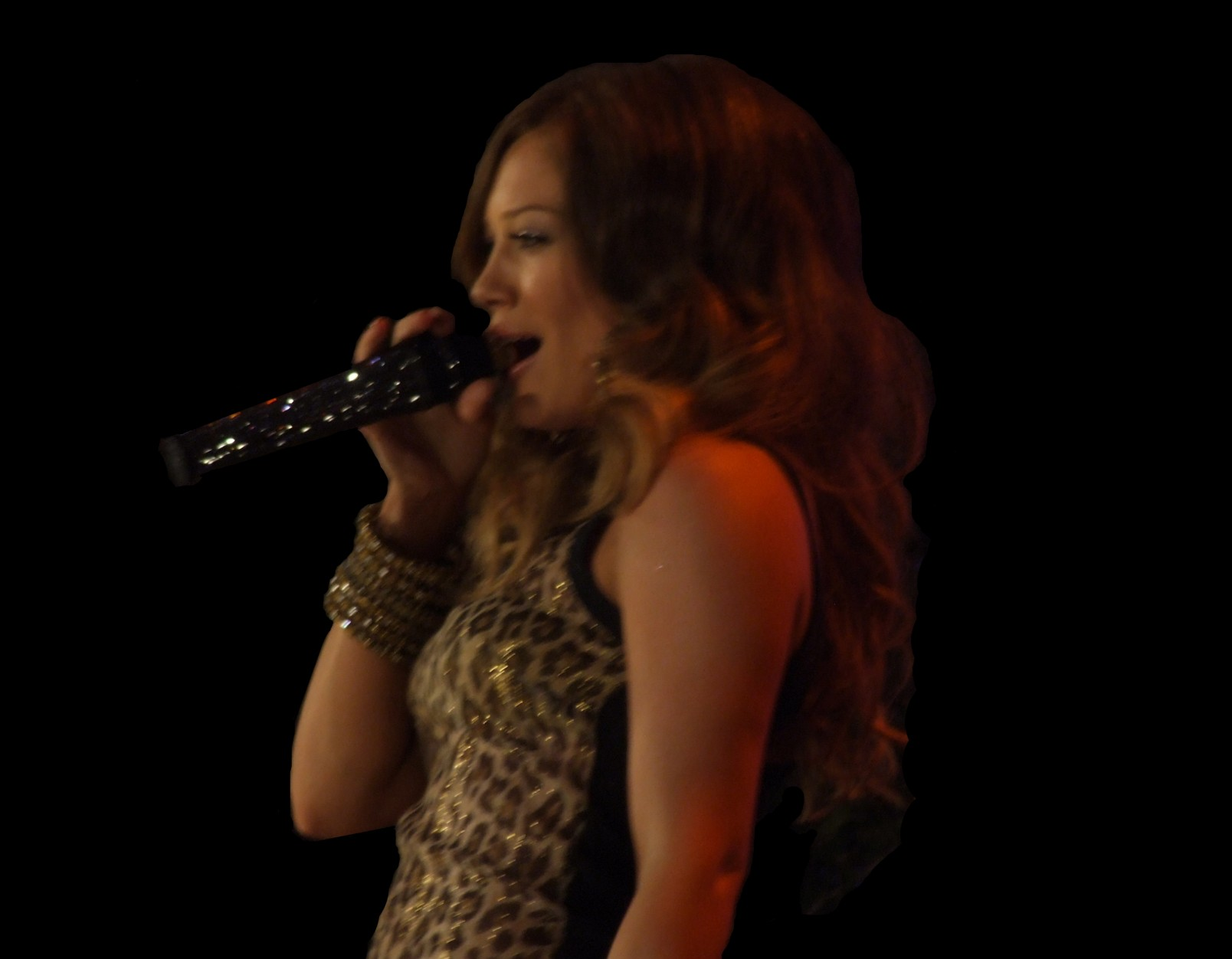
Дафф під час концерту, 2007
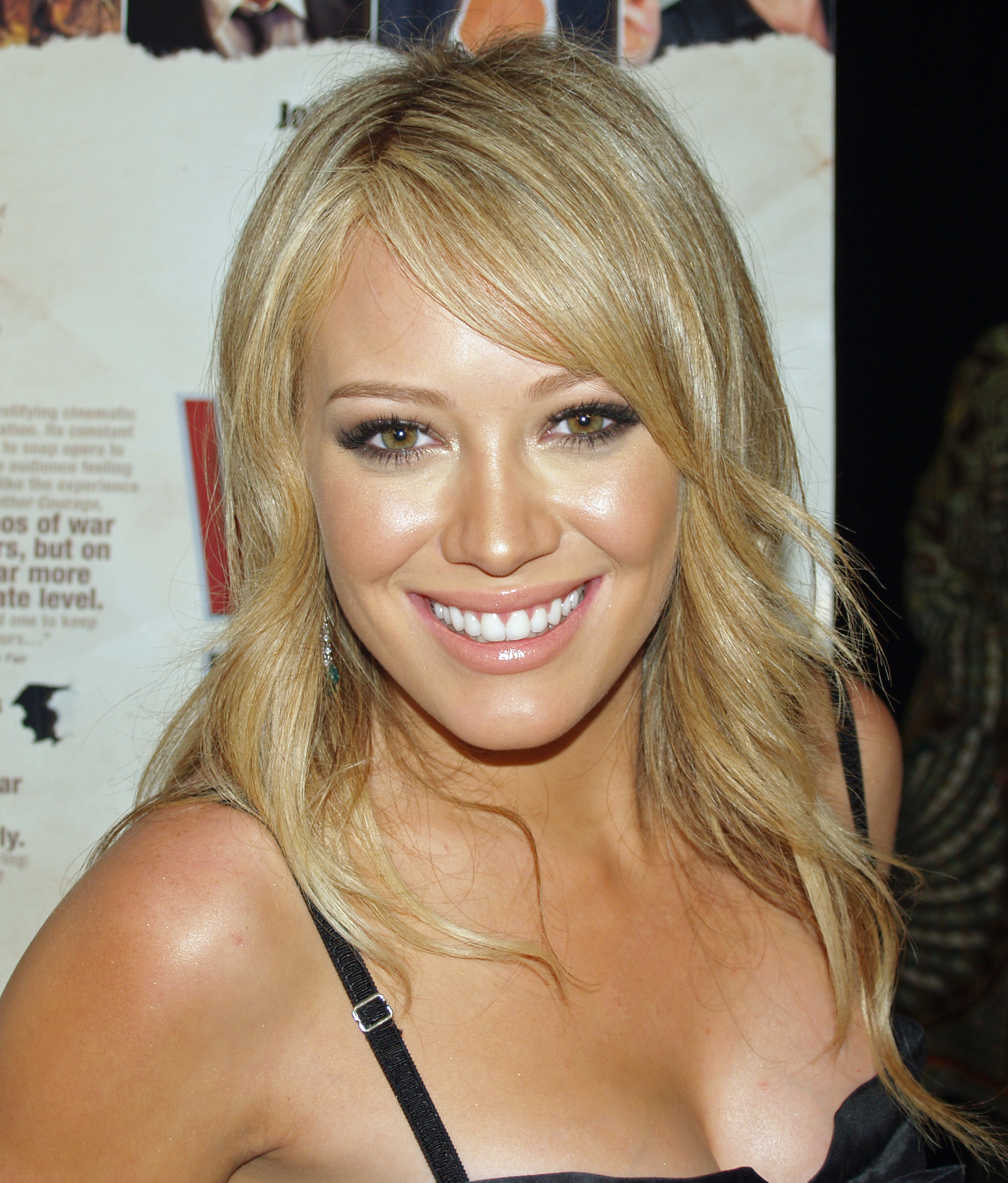
Дафф нра фестивалі 2008 Tribeca Film Festival
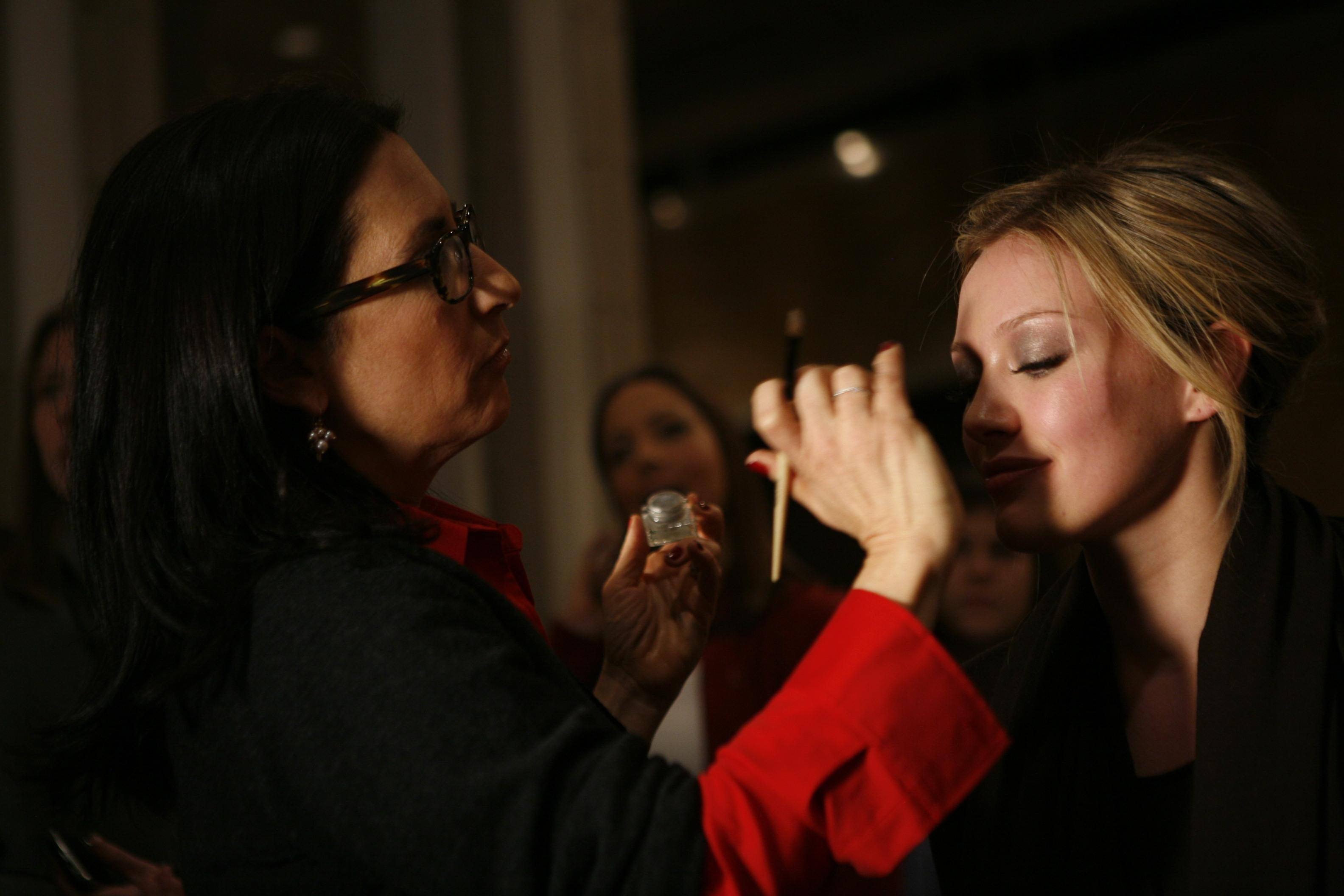
Дафф із візажистом Боббі Браун, 2009
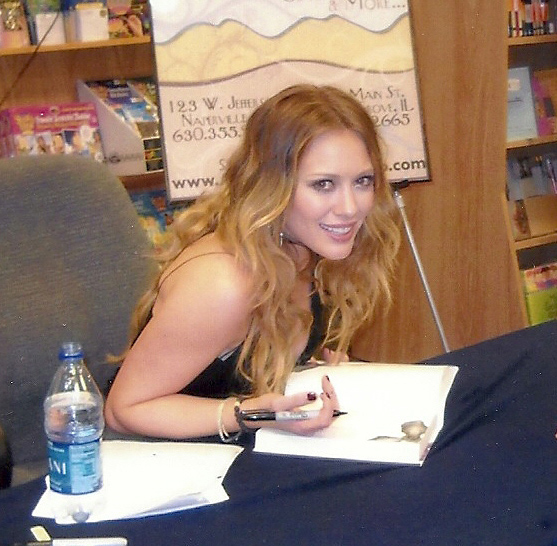
Дафф, яка підписує свою книгу «Еліксир», жовтень 2010